# Catedral de Sant Isaac
La catedral de Sant Isaac (en rus Исаакиевский собор, Isaàkievski sobor) és l'església més gran de Sant Petersburg (Rússia).
És una de les catedrals més grans d'Europa, amb 111 m de llarg, 97 m d'ample i 101,5 m d'alt, en 10.767 metres quadrats. Per les seves dimensions, és la tercera catedral europea després de Sant Pere de Roma i Sant Pau de Londres.

## Orígens
Anteriorment, va existir una petita església de fusta dedicada a sant Isaac, que fou substituïda per una altra de pedra, que va quedar inservible a mitjan segle xviii.
Finalment, al començament del segle xix, es decideix aixecar la nova catedral. Participen en el concurs destacats arquitectes d'aquella època. En surt vencedor el jove arquitecte francès Auguste Montferrand. Les obres es van prolongar des de 1818 fins a 1858.
Des de 1931 la catedral és un museu. Es pot pujar fins al tambor de la cúpula, des d'on es gaudeix d'una magnífica vista de Sant Petersburg.

## Decoració interior
En la decoració de la catedral de Sant Isaac es van emprar 43 tipus de minerals. El sòcol va ser revestit de granit; l'interior de la catedral, les parets i els terres, de marbres russos, italians i francesos; les columnes del retaule van ser revestides de malaquita i lapislàtzuli. Per daurar la cúpula de 21,8 m de diàmetre, es van emprar prop de 100 quilos d'or. Adornen la catedral gairebé 400 obres, entre escultures, pintures i mosaics.

## Galeria d'imatges

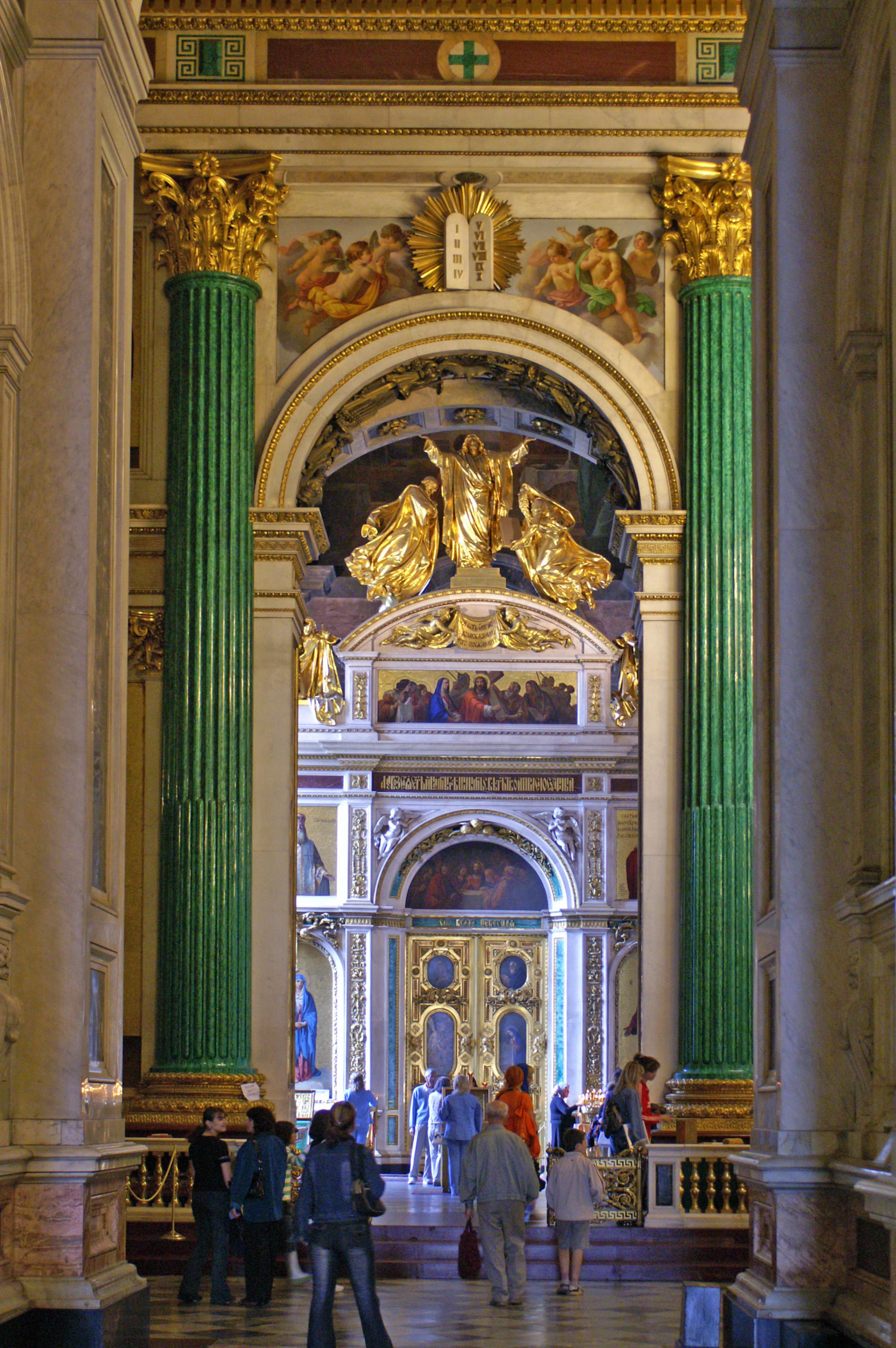
Nau interior
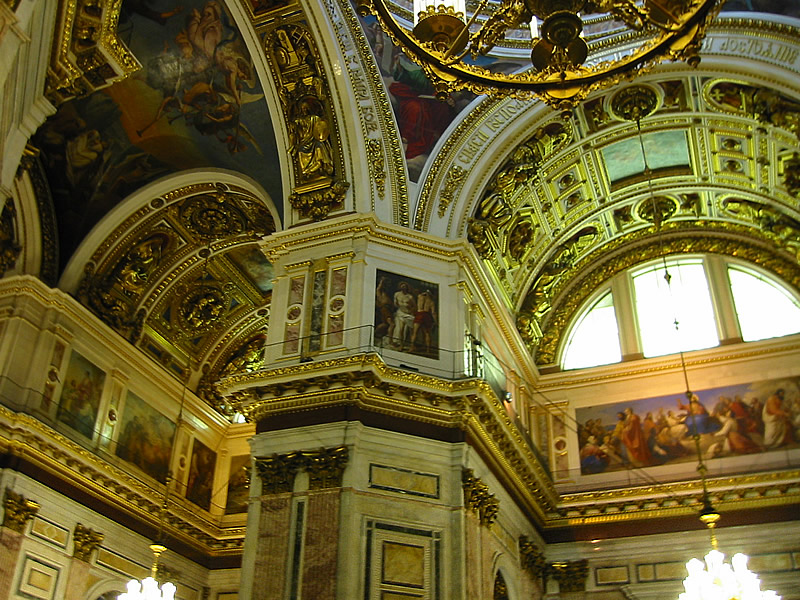
Interior
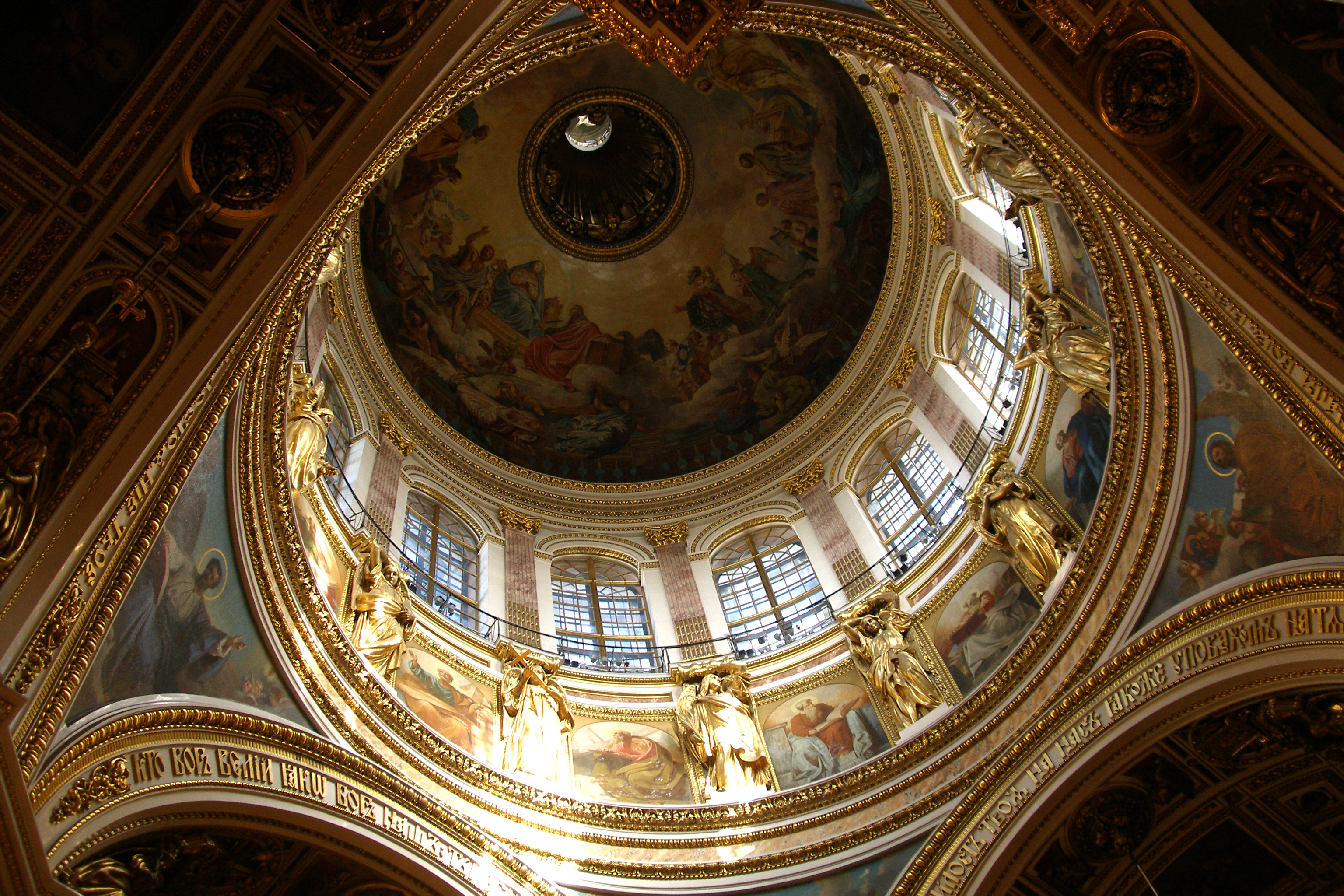
Cúpula